# Tenedos barronus
Tenedos barronus är en spindelart som först beskrevs av Chamberlin 1925.  Tenedos barronus ingår i släktet Tenedos och familjen Zodariidae.
Artens utbredningsområde är Panama. Inga underarter finns listade i Catalogue of Life.